# Neostenotarsus
Neostenotarsus is een geslacht van spinnen uit de familie vogelspinnen (Theraphosidae).

## Soorten
De volgende soorten zijn bij het geslacht ingedeeld:
- Neostenotarsus scissistylus (Tesmoingt & Schmidt, 2002)